# Diego Ceretta
Diego Ceretta (* 1996) ist ein italienischer Dirigent, der als Chefdirigent des ORT (Orchestra della Toscana, Florenz) wirkt.

## Karriere
Ceretta schloss am Conservatorio Giuseppe Verdi (Mailand) sein Violinstudium mit 18 Jahren und mit 21 Jahren sein Dirigierstudium ab. Er besuchte Dirigierkurse von Gilberto Serembe an der Italienischen Dirigentenakademie und nahm an den Dirigiermeisterkursen von Luciano Acocella und Daniele Gatti an der Accademia Musicale Chigiana in Siena teil.
Im Dezember 2016 debütierte er mit dem Italienischen Philharmonischen Orchester. Anschließend gab er sein Debüt in der Carnegie Hall in New York. 2020 war er italienischer Finalist beim Dirigierwettbewerb „Guido Cantelli“ in Novara.
Anschließend war er Assistent von Gatti am Teatro dell’Opera in Rom bei der Uraufführung von Giorgio Battistellis Oper Julius Caesar. Ceretta leitete Konzerte mit dem Orchestra del Maggio Musicale Fiorentino im Rahmen des 85. Festivals, dem Orchestre National de Montpellier (mit Alexandre Tharaud), der Filarmonica Toscanini in Parma und dem Orchestra del Teatro Regio in Turin, das Orchestra dell’Arena di Verona, das Orchestra del Teatro Lirico di Cagliari, das Orchestra Sinfonica Siciliana, das Orchestra Haydn di Bolzano e Trento, das Orchestra di Padova e del Veneto, das Orchestra Filarmonica Marchigiana, die Philharmonie Krakau und das Orchestra Sinfonica Rossini von Pesaro. Er arbeitete auch mit dem Dänischen Radio-Sinfonieorchester bei einer Aufführung von Gustav Mahlers Symphonie Nr. 2 mit Fabio Luisi zusammen. Nach einer Reihe erfolgreicher Konzerte mit dem ORT (Orchestra della Toscana) wurde er 2023 zu dessen Chefdirigenten ernannt. Er gab außerdem sein Debüt beim Festival della Valle d’Itria in Martina Franca mit einem Sinfoniekonzert mit dem Orchester des Teatro Petruzzelli in Bari, beim Rossini Opera Festival in Pesaro mit einem Opern-Sinfoniekonzert und bei der Wexford Festival Opera mit Donizettis Zoraida di Granata.
Diego Ceretta dirigiert darüber hinaus regelmäßig Opernrepertoire: La Sonnambula am Teatro Lirico in Cagliari, Il matrimonio segreto in Ancona; eine Neuproduktion von Giuseppe Verdis Macbeth (Regie: Pier Luigi Pizzi) für die Rete Lirica delle Marche; Paisiellos Don Chisciotte della Mancia mit dem Orchester des Teatro San Carlo in Neapel im Louvre-Museum in Paris; L’Elisir d’amore im Teatro Comunale Bologna; Il Barbiere di Siviglia und La Battaglia di Legnano im Teatro Regio di Parma, Rossinis Barbiere auch an der Opéra de Lille.
Außerdem dirigierte er Benjamin Brittens War Requiem beim Maggio Musicale Fiorentino und Mozarts Requiem im Theater von Orange.